# 터코마 돔
터코마 돔(영어: Tacoma Dome)은 미국 워싱턴주 터코마에 위치한 실내 경기장이다. 과거 NBA 시애틀 슈퍼소닉스의 홈경기장으로 WNBA 시애틀 스톰 2013년 플레이오프 1라운드 2차전 홈경기장으로 사용했다.

## WNBA경기
| 날짜            | 팀1             | 스코어  | 팀2         |
| --------------- | --------------- | ------- | ----------- |
| 2013년 9월 22일 | 미네소타 링크스 | 58 - 55 | 시애틀 스톰 |